# Ljus som liv åt världen gav
Ljus som liv åt världen gav är en lovsång/lovpsalm av Anders Frostenson skriven 1972 och bearbetad 1984. Den är inspirerad av en amerikansk sång till samma melodi, "Michael Row The Boat Ashore" (D-dur, 4/4, en negro spiritual).
Psalmen består av sju strofer med omkvädet "Ära vare dig, o Gud, halleluja. Lov ske dig, Guds ende Son, halleluja". Psalmens innehåll bygger huvudsakligen på den så kallade Johannesprologen, det vill säga Johannesevangeliet 1:1-17.
Koralsatsen och diskantstämman i Herren Lever 1977 är skriven av Ingemar Braennstroem.
Texten är upphovsrättligt skyddad till år 2077.

## Publicerad i
- Herren Lever 1977 som nummer 847 under rubriken "Kyrkans år - Advent".[2]
- Den svenska psalmboken 1986 som nummer 331 under rubriken "Lovsång och tillbedjan".
- Psalmer och Sånger 1987 som nummer 338 under rubriken "Lovsång och tillbedjan".[1]
- Frälsningsarméns sångbok 1990 som nummer 505 under rubriken "Lovsång, tillbedjan och tacksägelse".